# 鹿島出版会
株式会社鹿島出版会（かじましゅっぱんかい）は、建築学・建築史関連を中心とした日本の出版社。創立者は、鹿島建設社長・会長を務めた鹿島守之助。系列会社に八重洲ブックセンターがある。

## 沿革
- 1963年（昭和38年）3月、現在の鹿島出版会の前身である「鹿島研究所出版会」設立
- 代表取締役社長　坪内文生
- 資本金　2億円

## 本社
- 東京都中央区八重洲2丁目5番14号、2009年10月13日に「八重洲ブックセンター」本店そばに移転。
  - かつては、東京都千代田区霞が関3丁目2番5号、「霞が関ビル6階」にあった。

## 主な出版物
- SD選書　250冊を越えるが、未刊行の年度もある。
- 『現代の建築家』シリーズ　建築家の作品集。
- ル・コルビュジエ、フランク・ロイド・ライト、ミース・ファン・デル・ローエといった近代建築の巨匠たちの伝記研究を多く刊行。
- 教科書シリーズや実用書シリーズも多く刊行
- SDライブラリー　1990－97年に22冊刊行、SD選書で一部再刊
- 雑誌『SD』 2000年12月号で休刊。
  - 『百書百冊　鹿島出版会の本と雑誌』伊藤公文編、2017年（元SD編集長）に詳しい。